# Roman Sjisjkin
Roman Aleksandrovitsj Sjisjkin (Russisch: Роман Александрович Шишкин; Voronezj, 27 januari 1987) is een Russisch voormalig voetballer die doorgaans speelde als rechtsback. Tussen 2004 en 2022 was hij actief voor Spartak Moskou, Krylja Sovetov Samara, Lokomotiv Moskou, FK Krasnodar, opnieuw Krylja Sovetov Samara, Torpedo Moskou, opnieuw Spartak Moskou en Znamja Noginsk. Sjisjkin maakte in 2007 zijn debuut in het Russisch voetbalelftal.

## Clubcarrière
Sjisjkin begon zijn carrière in de jeugd van Fakel Voronezj, waar hij tussen 1997 en 2001 actief was. Hierna werd de Rus opgenomen in de opleiding van Spartak Moskou. Na hier een paar jaar te hebben doorgebracht, kwam hij in het eerste elftal terecht. De Italiaanse coach Nevio Scala koos ervoor om diverse jeugdige voetballers over te hevelen naar het eerste elftal en Sjisjkin profiteerde hiervan. In 2004 kwam hij in actie in één competitie- en één bekerwedstrijd en in vijf Europese wedstrijden. Het jaar erop speelde hij één duel in de beker. In 2006, onder coach Vladimir Fedotov, brak de rechtervleugelverdediger echt door in het eerste elftal. Hij speelde veertien wedstrijden in één seizoen. Ook in de twee jaren erop pikte Sjisjkin zijn duels mee, maar hij wist niet uit te groeien tot een vaste basiswaarde. Krylja Sovetov Samara nam de verdediger in 2009 op huurbasis over voor de duur van één jaargang. Voor deze club kwam hij zesentwintig maal uit in competitieverband.
Na zijn verhuurbeurt keerde Sjisjkin niet terug in het eerste elftal van Spartak, maar hij verkaste naar stadsgenoot Lokomotiv Moskou, waar hij zijn handtekening zette onder een verbintenis voor de duur van een half jaar, met een optie op drie seizoenen extra. Al snel werd de Rus een vaste waarde voor Lokomotiv en hij kreeg speeltijd in meer en meer competitiewedstrijden. In 2013 werd hij door trainer Slaven Bilić samen met Dmitri Tarasov aangewezen als nieuwe vice-aanvoerder, achter vaste aanvoerder Guilherme. In de winterstop van het seizoen 2016/17 werd Sjisjkin voor een half jaar op huurbasis bij FK Krasnodar. Na dit halfjaar werd de verhuurperiode verlengd met één seizoen. Een dag later werd hij echter definitief overgenomen door Krasnodar, waar hij een contract ondertekende tot medio 2020. In januari 2019 werd Sjisjkin voor de tweede maal in zijn carrière gehuurd door Krylja Sovetov Samara. Via Torpedo Moskou kwam Sjisjkin in februari 2020 terecht bij Spartak Moskou. Een half seizoen later werd Znamja Noginsk zijn nieuwe club. In juli 2022 besloot Sjisjkin op vijfendertigjarige leeftijd een punt achter zijn actieve loopbaan te zetten.

## Clubstatistieken
| Seizoen | Club                    | Competitie   | Competitie | Competitie | Beker | Beker | Internationaal | Internationaal | Totaal | Totaal |
| Seizoen | Club                    | Competitie   | Wed.       | Dlp.       | Wed.  | Dlp.  | Wed.           | Dlp.           | Wed.   | Dlp.   |
| ------- | ----------------------- | ------------ | ---------- | ---------- | ----- | ----- | -------------- | -------------- | ------ | ------ |
| 2004    | Spartak Moskou          | Premjer-Liga | 1          | 0          | 1     | 0     | 5              | 0              | 7      | 0      |
| 2005    | Spartak Moskou          | Premjer-Liga | 0          | 0          | 1     | 0     | 0              | 0              | 1      | 0      |
| 2006    | Spartak Moskou          | Premjer-Liga | 14         | 1          | 1     | 0     | 8              | 0              | 23     | 1      |
| 2007    | Spartak Moskou          | Premjer-Liga | 26         | 0          | 8     | 0     | 6              | 0              | 40     | 0      |
| 2008    | Spartak Moskou          | Premjer-Liga | 13         | 0          | 1     | 0     | 6              | 0              | 20     | 0      |
| 2009    | → Krylja Sovetov Samara | Premjer-Liga | 25         | 0          | 0     | 0     | 2              | 0              | 27     | 0      |
| 2010    | Lokomotiv Moskou        | Premjer-Liga | 15         | 0          | 0     | 0     | 2              | 0              | 17     | 0      |
| 2011/12 | Lokomotiv Moskou        | Premjer-Liga | 41         | 3          | 3     | 0     | 9              | 0              | 53     | 3      |
| 2012/13 | Lokomotiv Moskou        | Premjer-Liga | 20         | 0          | 1     | 0     | —              | —              | 21     | 0      |
| 2013/14 | Lokomotiv Moskou        | Premjer-Liga | 24         | 2          | 1     | 0     | —              | —              | 25     | 2      |
| 2014/15 | Lokomotiv Moskou        | Premjer-Liga | 23         | 0          | 4     | 0     | 2              | 0              | 29     | 0      |
| 2015/16 | Lokomotiv Moskou        | Premjer-Liga | 19         | 0          | 2     | 0     | 5              | 0              | 26     | 0      |
| 2016/17 | Lokomotiv Moskou        | Premjer-Liga | 11         | 0          | 1     | 0     | —              | —              | 12     | 0      |
| 2016/17 | → FK Krasnodar          | Premjer-Liga | 6          | 0          | 1     | 0     | —              | —              | 7      | 0      |
| 2017/18 | FK Krasnodar            | Premjer-Liga | 20         | 0          | 0     | 0     | 2              | 0              | 22     | 0      |
| 2018/19 | FK Krasnodar            | Premjer-Liga | 3          | 0          | 2     | 1     | 1              | 0              | 6      | 1      |
| 2018/19 | → Krylja Sovetov Samara | Premjer-Liga | 12         | 0          | 2     | 1     | —              | —              | 14     | 1      |
| 2019/20 | Torpedo Moskou          | Premjer-Liga | 18         | 1          | 3     | 0     | —              | —              | 21     | 1      |
| 2019/20 | Spartak Moskou          | Premjer-Liga | 0          | 0          | 0     | 0     | —              | —              | 0      | 0      |
| 2020/21 | Znamja Noginsk          | FNL 2        | 21         | 1          | 1     | 0     | —              | —              | 22     | 1      |
| 2021/22 | Znamja Noginsk          | FNL 2        | 20         | 3          | 5     | 0     | —              | —              | 25     | 3      |
| Totaal  | Totaal                  | Totaal       | 332        | 11         | 38    | 2     | 48             | 0              | 418    | 13     |

## Interlandcarrière
Sjisjkin maakte zijn debuut in het Russisch voetbalelftal op 24 maart 2007, toen door twee doelpunten van Aleksandr Kerzjakov met 0–2 gewonnen werd van Estland. Hij mocht van bondscoach Guus Hiddink in de basis starten en hij speelde het gehele duel mee. De andere debutant dit duel was Dmitri Torbinski, destijds teamgenoot van Sjisjkin bij Spartak Moskou. Na dit optreden kwam hij een aantal jaren niet meer in actie voor het nationale elftal, maar vanaf eind 2010 werd hij weer opgeroepen. In 2010 en 2011 speelde de verdediger zeven interlands. Door Dick Advocaat werd hij in 2012 opgenomen in de voorselectie van het Russische elftal voor het EK 2012. Later moest Sjisjkin zich afmelden voor de definitieve selectie, vanwege gezondheidsproblemen. Na het EK speelde hij drieënhalf jaar lang geen interlands, tot hij in 2015 onder Leonid Sloetski zijn terugkeer maakte in het nationale elftal. In 2016 werd hij opnieuw opgenomen in de selectie voor het Europees kampioenschap. Rusland werd in de groepsfase uitgeschakeld, nadat het in Groep B op de vierde plek eindigde achter Wales, Engeland en Slowakije. Sjisjkin kwam in alle drie de duels niet in actie. Sjisjkin nam in juni 2017 met gastland Rusland deel aan de FIFA Confederations Cup 2017, waar het in de groepsfase werd uitgeschakeld.
| Interlands van Roman Sjisjkin voor Rusland | Interlands van Roman Sjisjkin voor Rusland | Interlands van Roman Sjisjkin voor Rusland | Interlands van Roman Sjisjkin voor Rusland | Interlands van Roman Sjisjkin voor Rusland | Interlands van Roman Sjisjkin voor Rusland | Interlands van Roman Sjisjkin voor Rusland |
| №                                          | Datum                                      | Wedstrijd                                  | Uitslag                                    | Competitie                                 | Goals                                      |                                            |
| Als speler bij Spartak Moskou              | Als speler bij Spartak Moskou              | Als speler bij Spartak Moskou              | Als speler bij Spartak Moskou              | Als speler bij Spartak Moskou              | Als speler bij Spartak Moskou              | Als speler bij Spartak Moskou              |
| ------------------------------------------ | ------------------------------------------ | ------------------------------------------ | ------------------------------------------ | ------------------------------------------ | ------------------------------------------ | ------------------------------------------ |
| 1                                          | 24 maart 2007                              | Estland – Rusland                          | 0 – 2                                      | EK 2008 kwalificatie                       |                                            |                                            |
| Als speler bij Lokomotiv Moskou            |                                            |                                            |                                            |                                            |                                            |                                            |
| 2                                          | 17 november 2010                           | Rusland – België                           | 0 – 2                                      | Vriendschappelijk                          |                                            |                                            |
| 3                                          | 9 februari 2011                            | Iran – Rusland                             | 1 – 0                                      | Vriendschappelijk                          |                                            |                                            |
| 4                                          | 26 maart 2011                              | Armenië – Rusland                          | 0 – 0                                      | EK 2012 kwalificatie                       |                                            |                                            |
| 5                                          | 7 juni 2011                                | Kameroen – Rusland                         | 0 – 0                                      | Vriendschappelijk                          |                                            |                                            |
| 6                                          | 10 augustus 2011                           | Rusland – Servië                           | 1 – 0                                      | Vriendschappelijk                          |                                            |                                            |
| 7                                          | 11 oktober 2011                            | Rusland – Albanië                          | 6 – 0                                      | EK 2012 kwalificatie                       |                                            |                                            |
| 8                                          | 11 november 2011                           | Griekenland – Rusland                      | 1 – 1                                      | Vriendschappelijk                          |                                            |                                            |
| 9                                          | 14 november 2015                           | Rusland – Portugal                         | 1 – 0                                      | Vriendschappelijk                          |                                            |                                            |
| 10                                         | 17 november 2015                           | Rusland – Kroatië                          | 1 – 3                                      | Vriendschappelijk                          |                                            |                                            |
| 11                                         | 5 juni 2016                                | Rusland – Servië                           | 1 – 1                                      | Vriendschappelijk                          |                                            |                                            |
| 12                                         | 6 september 2016                           | Rusland – Ghana                            | 1 – 0                                      | Vriendschappelijk                          |                                            |                                            |
| 13                                         | 10 november 2016                           | Qatar – Rusland                            | 2 – 1                                      | Vriendschappelijk                          |                                            |                                            |
| Als speler bij FK Krasnodar                |                                            |                                            |                                            |                                            |                                            |                                            |
| 14                                         | 5 juni 2017                                | Hongarije – Rusland                        | 0 – 3                                      | Vriendschappelijk                          |                                            |                                            |
| 15                                         | 9 juni 2017                                | Rusland – Chili                            | 1 – 1                                      | Vriendschappelijk                          |                                            |                                            |
| 16                                         | 21 juni 2017                               | Rusland – Portugal                         | 0 – 1                                      | Confederations Cup 2017                    |                                            |                                            |